# Kwasówka (Białoruś)
Kwasówka (biał. Квасоўка; ros. Квасовка), dawn. Pohorany,  Pohorany-Kwasówka – agromiasteczko na Białorusi, w obwodzie grodzieńskim, w rejonie grodzieńskim, w sielsowiecie Kwasówka, którego jest siedzibą.

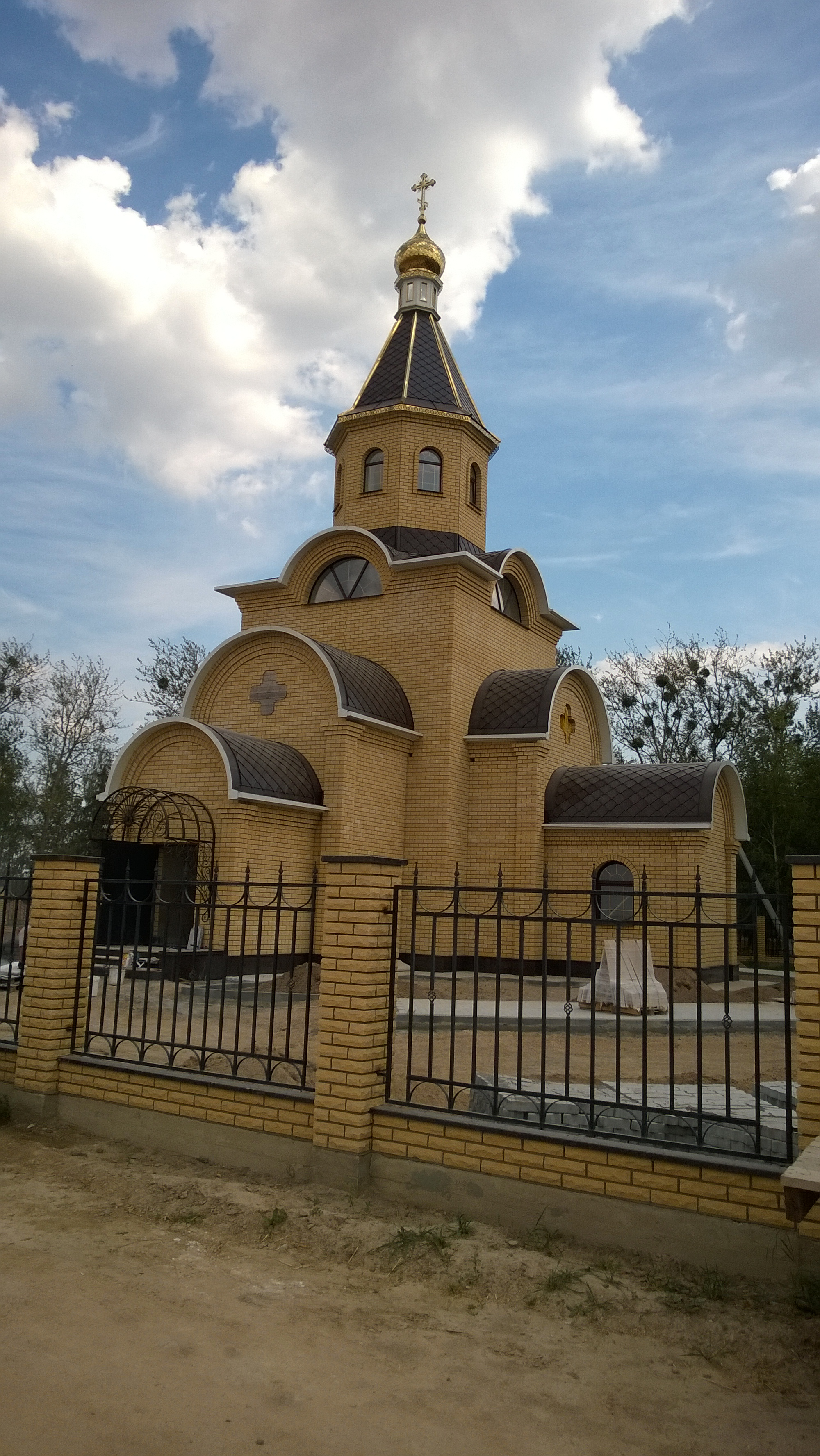
Cerkiew prawosławna

Siedziba parafii prawosławnej (pw. św. Jana Kormiańskiego) i rzymskokatolickiej (pw. Niepokalanego Poczęcia Najświętszej Maryi Panny).
Dawniej majątek ziemski w ekonomii grodzieńskiej. We włościach tutejszego dworu (klucz kwasowski) znajdowały się cztery wójtostwa.

## Kwestia nazwy i siedziby gminy
W dwudziestoleciu międzywojennym leżała w Polsce, w województwie białostockim, w powiecie grodzieńskim i należała do gminy Łasza.
Siedzibą urzędu gminy Łaszaw latach 20. była nominalnie miejscowość Kwasówka. Nie chodzi jednak o współczesną wieś Kwasówka, lecz o współczesną miejscowość Pohorany Dolne, którą wówczas nazywano Kwasówką (vide położenie Kwasówki na mapie na południe od Rudawicy). Natomiast miejscowość nazywana współcześnie Kwasówką nosiła wówczas nazwę Pohorany. Tam w latach 1930. ulokowano kolejną siedzibę gminy Łasza, a nazwa miejscowości brzmiała wówczas Pohorany-Kwasówka.